# Xã Max, Quận Itasca, Minnesota
Xã Max (tiếng Anh: Max Township) là một xã thuộc quận Itasca, tiểu bang Minnesota, Hoa Kỳ. Năm 2010, dân số của xã này là 142 người.